# Stalinez-60
Der Stalinez-60 (russisch Сталинец-60, abgekürzt auch S-60) ist ein sowjetischer schwerer Kettentraktor, der ab 1931 im Tscheljabinski Traktorny Sawod konstruiert und gebaut wurde. Er war der erste Traktor des zu diesem Zeitpunkt neu errichteten Werks und eine nahezu exakte Kopie des US-amerikanischen Caterpillar Sixty. Nach fast 70.000 gebauten Exemplaren wurde die Produktion 1937 auf den Nachfolger Stalinez-65 mit Dieselmotor umgestellt.

## Fahrzeuggeschichte

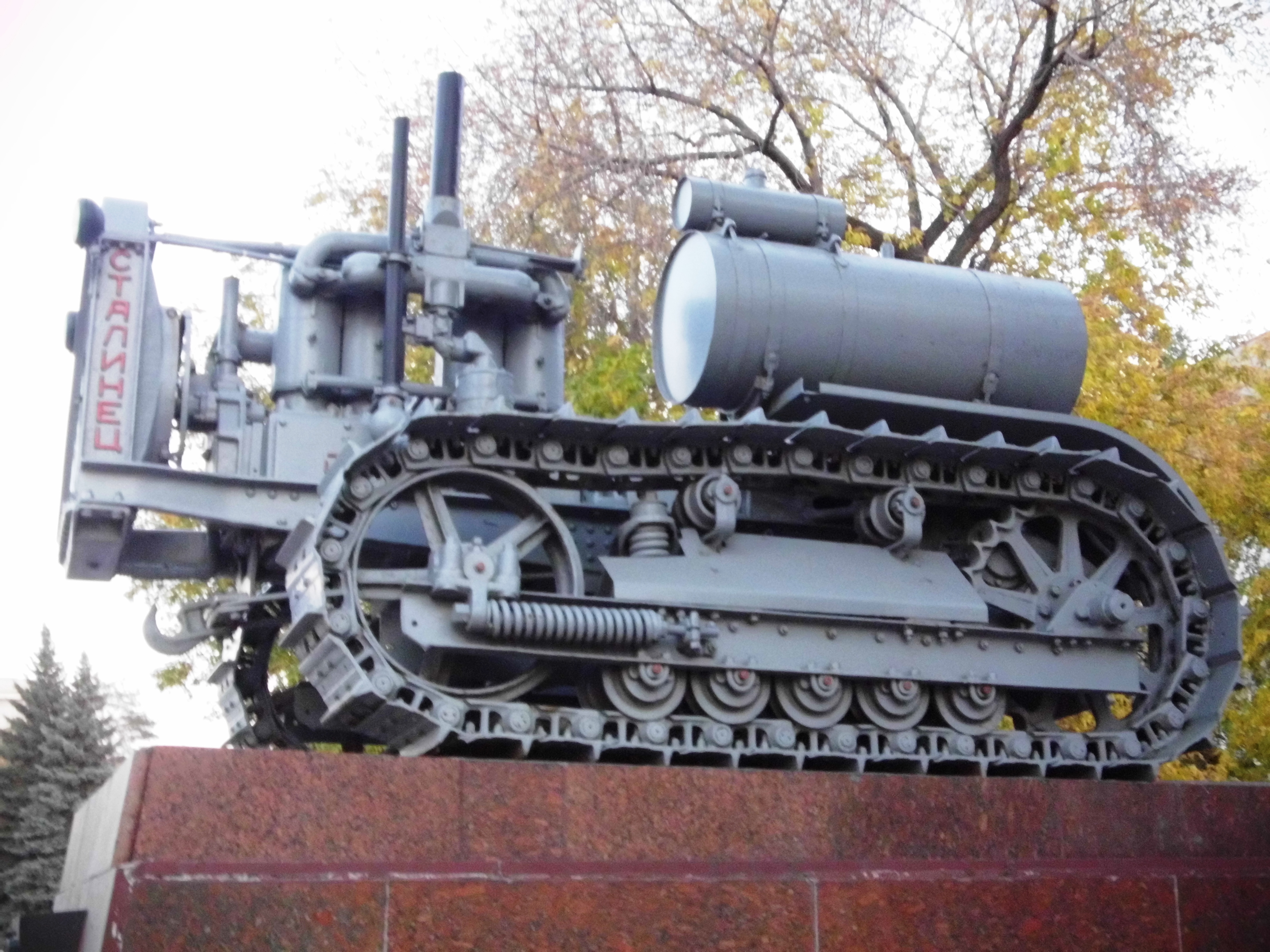
Der erste produzierte S-60 als Denkmal in Tscheljabinsk (2018)

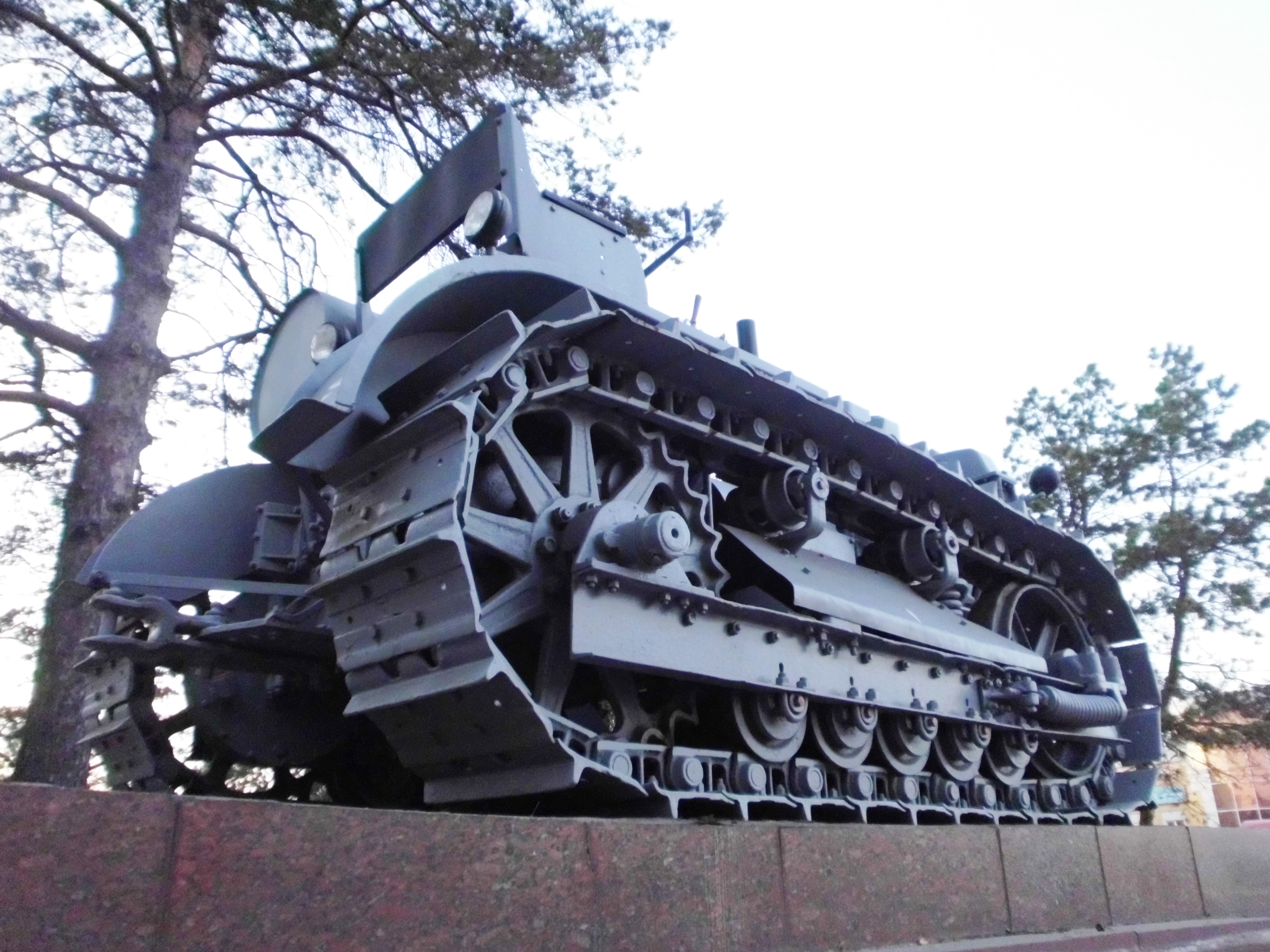
Detailansicht des Laufwerks (2018)

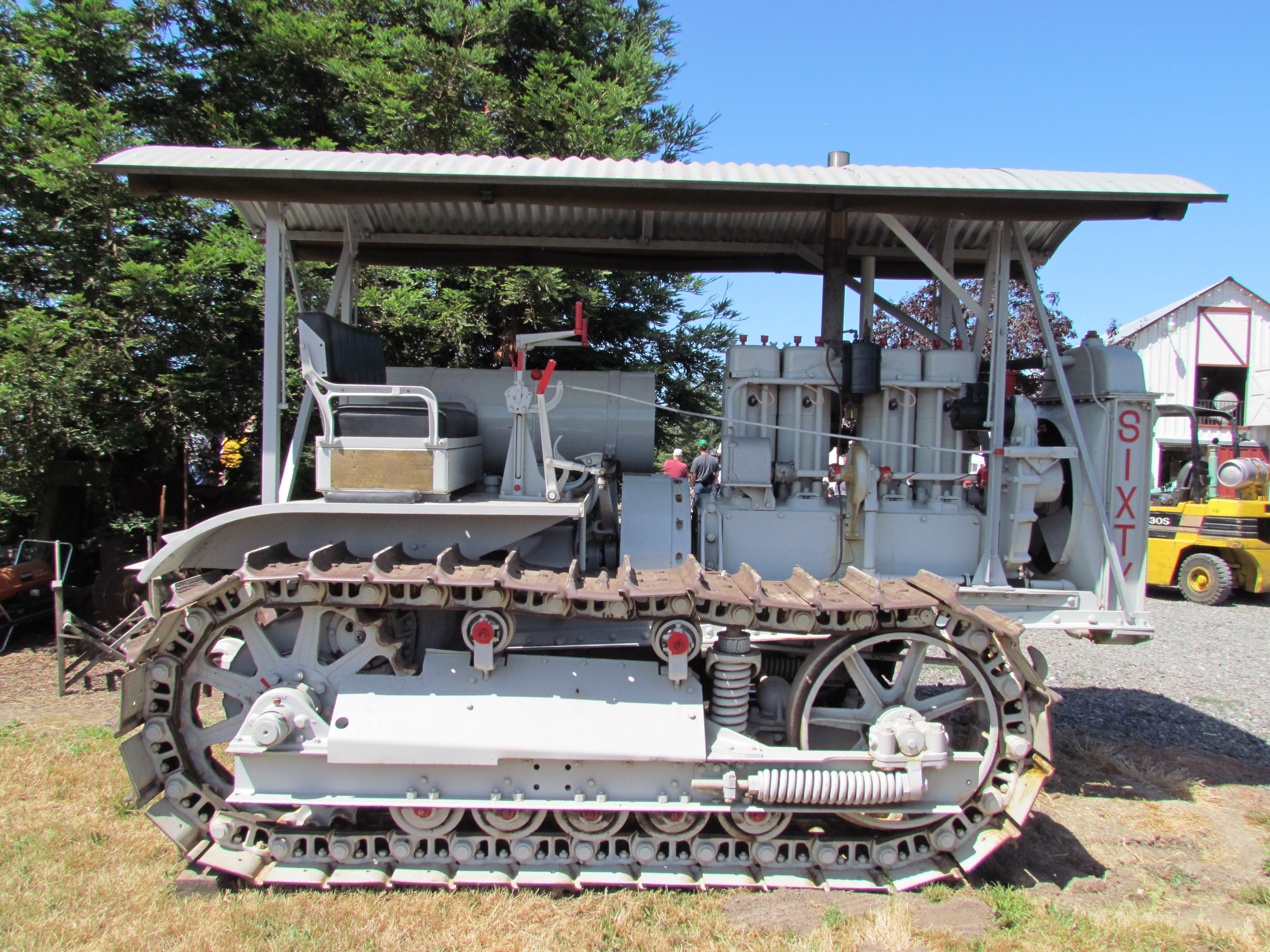
Das Vorbild, ein Caterpillar Sixty, Baujahr 1928. Hier ein Exemplar mit festem Verdeck, das es beim Stalinez-60 nicht gab (aufgenommen 2011)

Im Zuge der Entwicklung der ersten eigenen Schleppermodelle kaufte die Sowjetunion in den 1920er-Jahren auch verschiedene Kettenschlepper im Ausland zu Erprobungszwecken. Dazu gehörten Typen von Hanomag (später als Kommunar im Malyschew-Werk gebaut) wie auch der schon seit 1919 gebaute Caterpillar Sixty. Letzterer wurde zunächst in einer kleinen Charge von nur 20 Maschinen beschafft. Die Tests waren jedoch so vielversprechend, dass 1929 weitere 1350 Stück importiert wurden. Insbesondere aufgrund seiner guten Geländegängigkeit überzeugte das Fahrzeug.
Bevor im neuen Traktorenwerk in Tscheljabinsk mit einer Serienfertigung begonnen wurde, wurde die Konstruktion modifiziert. Insbesondere wurden alle Maße auf das metrische System umgestellt, da das Fahrzeug ursprünglich, wie in den USA üblich, in Zollmaßen gefertigt wurde. Daneben gab es diverse weitere kleine Änderungen. Der Treibstofftank wurde grundsätzlich in Fahrtrichtung links montiert, zudem ein kleiner Zusatztank für den Anlassmotor vorgesehen. Außerdem wechselten die Herstellerschriftzüge an den Kühlerseiten. Der S-60 konnte mit einem Stoffverdeck ausgerüstet werden, ein optionales festes Blechdach wie beim Modell von Caterpillar gab es nicht.
Beibehalten wurde der großvolumige Vierzylinder-Petroleummotor mit knapp 20 Litern Hubraum. Petroleummotoren arbeiten wie Ottomotoren. Um das schwerere Petroleum allerdings verbrennen zu können, sind einige Besonderheiten notwendig. So werden sie mit leichten Kraftstoffen wie Benzin angelassen und auf Betriebstemperatur gebracht. Erst danach wird das vorgeheizte Petroleum verwendet. Petroleum war insbesondere in den USA bedeutend günstiger als Benzin und wurde deshalb eingesetzt. Auch andere sowjetische Traktoren der 1920er- und 1930er-Jahre, die Kopien von US-amerikanischen Fabrikaten waren, sind mit Petroleummotoren ausgerüstet. Beispiele sind der Fordson-Putilowez oder die Modelle der Baureihe Universal.
Der erste Prototyp des Stalinez-60 wurde in Tscheljabinsk am 15. Februar 1931 vollendet, mehr als zwei Jahre vor der Eröffnung des Traktorenwerks. Im gleichen Jahr wurde bei Caterpillar die Produktion des Modells Sixty gestoppt und durch den Diesel-Sixty ersetzt. Letzterer war später Inspiration für den Stalinez-65. Die Serienfertigung des Stalinez-60 begann am 15. Mai 1933, offiziell wurde die Fabrik am 1. Juni eröffnet. Bis 1937 wurden je nach Angabe 68.997 oder 69.100 Schlepper gefertigt, danach der Stalinez-65 eingeführt. Auch die Rote Armee erhielt Traktoren dieses Typs, obwohl er eigentlich für den zivilen Einsatz konzipiert war.
Der Stalinez-60 wurde in geringer Stückzahl als Gasgeneratorschlepper für den Betrieb mit Holzgas gebaut. Sowohl das Herstellerwerk als auch das Forschungsinstitut NATI beschäftigten sich ab 1936 mit der Konstruktion von Holzgasgeneratoren. Grund war die Knappheit flüssiger Treibstoffe, insbesondere in entlegenen nördlichen Regionen der Sowjetunion. Holz dagegen war reichlich verfügbar. Vom Stalinez-60 wurden nur 264 Exemplare für den Holzgasbetrieb ausgerüstet. Erst beim Nachfolger gab es eine Massenfertigung dieser Modifikation, 7365 Stück entstanden ab 1937, auch mit Blick auf die Treibstoffknappheit im Zweiten Weltkrieg. Nach dem Krieg verschwand diese Technologie auch in der Sowjetunion schnell.

## Technische Daten
Für den Stalinez-60.
- Motor: Vierzylinder-Viertakt-Petroleummotor
- Dauerleistung: 60 PS (44 kW)
- Höchstleistung: 72 PS (53 kW) bei 650 min−1
- Hubraum: 18.465 cm³
- Hub: 216 mm
- Bohrung: 165 mm
- Getriebe: Schaltgetriebe, 3 Vorwärtsgänge, 1 Rückwärtsgang
- Tankinhalt: 390 l Kraftstoff
- Anlasser: Hilfsmotor, auch per Hand an der Schwungscheibe möglich
- Zugkraft: 44 kN, auch 54 kN angegeben
- Höchstgeschwindigkeit: 5,9 km/h, auch 8,4 km/h angegeben

Abmessungen und Gewichte
- Länge: 4090 mm
- Breite: 2395 mm
- Höhe: 2770 mm über Auspuff
- Bodenfreiheit: 405 mm
- Kettenbreite: 500 mm
- überschreitbare Grabenweite: 700 mm
- Gewicht: 9,5 t
- Sitzplätze: 2